# سفارة أرمينيا في العراق
سفارة أرمينيا في العراق هي أرفع تمثيل دبلوماسي لدولة أرمينيا لدى العراق. تقع السفارة في بغداد وهي تهدف لتعزيز المصالح الأرمينية في العراق.

## وصلات خارجية
- قائمة سفارات أرمينيا
- قائمة السفارات في العراق